# Mathurin Desbois
Mathurin Desbois est un homme politique français né le 29 mars 1746 à Ploërmel (Morbihan) et décédé à une date inconnue.
Homme de loi, procureur de la commune et juge au tribunal de district de Montfort-sur-Meu, il est ensuite président du tribunal du département et enfin président de la cour d'appel de Rennes en 1800. Il est député d'Ille-et-Vilaine de 1805 à 1809. Il est nommé premier président de la cour d'appel de Rennes en 1811, et baron d'Empire.

## Pour approfondir